# James Lorimer

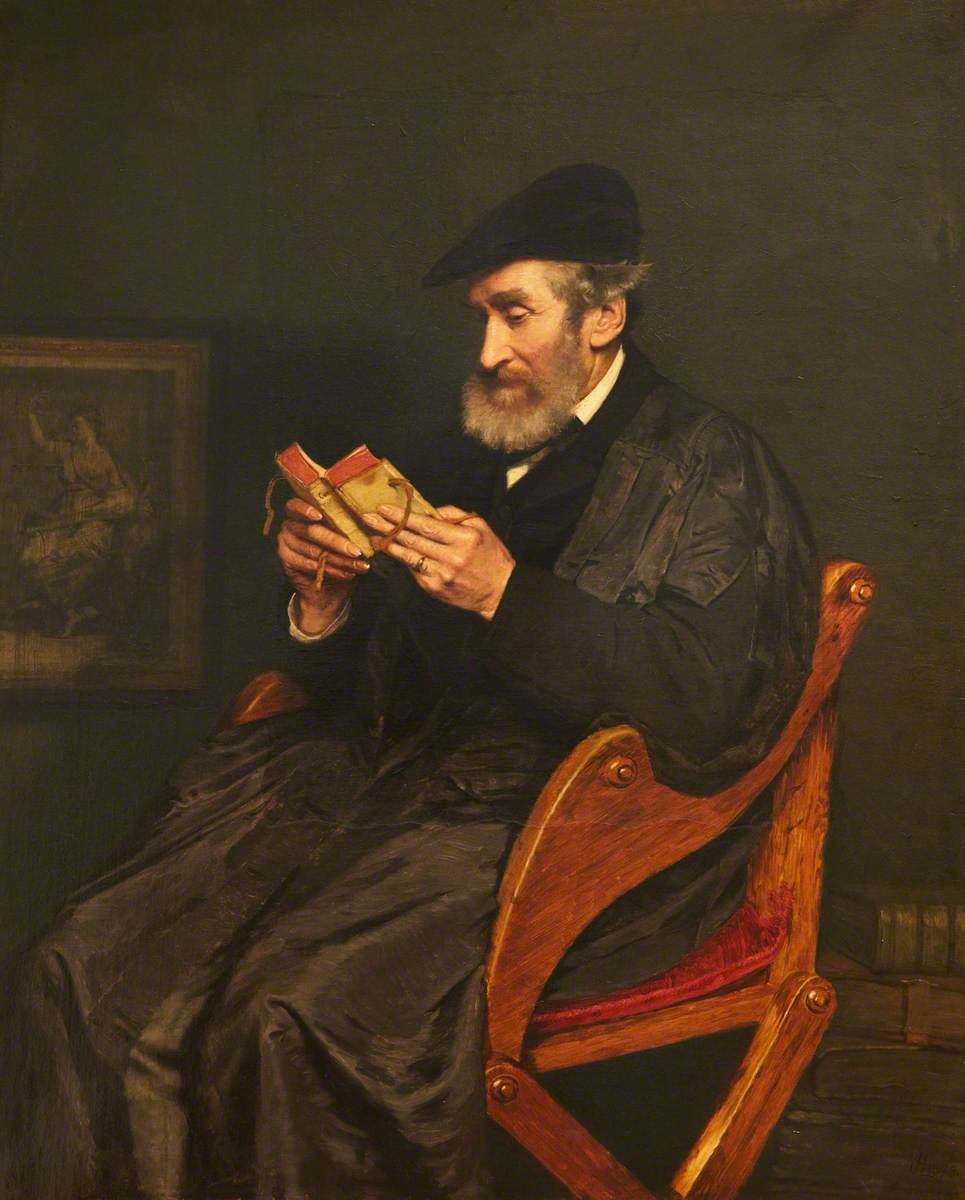
John Henry Lorimer: Porträt von James Lorimer (1878)

James Lorimer (* 4. November 1818 in Aberdalgie, Perth and Kinross; † 13. Februar 1890 in Edinburgh) war ein britischer Jurist und Rechts- und Staatsphilosoph. Er war 1862 bis 1890 Regius Professor of Public Law and the Law of Nature and Nations (Professor für öffentliches Recht) an der University of Edinburgh und Mitbegründer des Institut de Droit international (Institut für Völkerrecht). Darüber hinaus gilt er als einer der frühen Vordenker einer politischen Integration der europäischen Staaten.

## Leben
Lorimer wurde 1818 in Aberdalgie geboren und studierte nach dem Schulbesuch in Perth an den Universitäten in Edinburgh sowie von 1840 bis 1843 in Berlin, Bonn und Genf. Er schloss das Studium nach seiner Rückkehr nach Edinburgh mit dem Doktorat der Rechtswissenschaften (LL.D.) ab und erhielt 1845 seine Zulassung als Rechtsanwalt. Zu den Lehrern, die seine politischen und juristischen Ansichten beeinflussten, zählten in Bonn unter anderem der Historiker Friedrich Christoph Dahlmann sowie in Berlin der Jurist Georg Friedrich Puchta und insbesondere der Chemiker Eilhard Mitscherlich. Dieser trug nach Darstellung von Lorimer mehr als die meisten Juristen zu seiner eigenen Rechtsphilosophie bei, die vor allem durch naturrechtliche Prinzipien geprägt war.
Da er als praktizierender Anwalt erfolglos blieb, widmete er sich weiteren Studien im Bereich der politischen Philosophie und veröffentlichte entsprechende Abhandlungen zu staats- und rechtswissenschaftlichen Themen sowie im Bereich des Völkerrechts. Im Februar 1861 wurde er zum Fellow der Royal Society of Edinburgh ernannt. Von 1862 bis zu seinem Tod wirkte er als Professor für öffentliches Recht an der University of Edinburgh. Die Professur war seit 1832 nicht mehr besetzt worden. Am 11. September 1873 war er in Gent als einer von elf Mitbegründern an der Gründung des Institut de Droit international beteiligt. Die Königliche Akademie von Belgien nahm ihn 1887 als assoziiertes Mitglied auf.
James Lorimer war ab 1851 mit Hannah Lorimer (1835–1916), geborene Stodart, verheiratet. Mit ihr hatte er insgesamt sechs Kinder. Sein ältester Sohn hieß ebenfalls James (1852–1898). Der zweitgeborene Sohn John Henry Lorimer (1856–1936) wirkte als Kunstmaler. Robert Lorimer war ein bekannter Architekt. Daneben hatte er noch drei Töchter, Louise Lorimer (1860–1946), Janet Alice Lorimer (1857–1932), später Ehefrau des Kolonialrichters David Chalmers, und Hannah Cassels Lorimer (1854–1947), die als Künstlerin arbeitete und 1895 den Botaniker Everard Im Thurn heiratete. James Lorimer starb 1890 im Alter von 81 Jahren in Edinburgh.

## Wirken
Zu den bekanntesten Werken von James Lorimer zählt das 1884 veröffentlichte Buch „The Institutes of the Law of Nations: A Treatise of the Jural Relations of Separate Political Communities“. Dieses enthielt unter anderem einen Vorschlag für eine Europäische Föderation in Form einer internationalen Republik, die den Frieden in Europa sicherstellen sollte. Lorimer gilt aus diesem Grund als einer der Vordenker der europäischen Integration. 
Seine Ansichten wurden jedoch zum Teil auch als exzentrisch und elitär wahrgenommen. Nach Ansicht seiner Kritiker unterstützte er außerdem in seinen Schriften den kolonialen Imperialismus der damaligen Zeit. Er galt darüber hinaus hinsichtlich seiner Einstellungen als antisemitisch und betrachtete den Islam als „degenerierte Religion“ (siehe dazu Martti Koskenniemi, 2005). Obwohl er von seinen Kollegen respektiert wurde, erlangte er aus diesen Gründen beispielsweise keinen nennenswerten Einfluss innerhalb des Institut de Droit international.

## Werke (Auswahl)
- A Handbook of the Law of Scotland: Adapted to the Use of the General Public and of Students and Strangers. T. & T. Clark, Edinburgh 1859
- The Institutes of Law: A Treatise of the Principles of Jurisprudence, as Determined by Nature. W. Blackwood and Sons, Edinburgh 1872
- The Institutes of the Law of Nations: A Treatise of the Jural Relations of Separate Political Communities. W. Blackwood and Sons, Edinburgh 1884